# 羽金山
羽金山（はがねやま）は、福岡県糸島市と佐賀県佐賀市との境界にある、脊振山地に属する山である。標高は約900 m。山頂付近には日本標準時のデータ(JJY)を送信するはがね山標準電波送信所がある。

## 概況
糸島（前原）市街から山頂へは、白糸の滝を通り続く林道を経て、分岐し送信所へ至る専用道路が整備されている。これは前原デッカ局時代に海上保安庁専用道路として造られたもので、「デッカ橋」と命名された橋もある。専用道路入口にはゲートがあり、一般車両は入ることができない。
専用道路を少し進むと脇に逸れる登山道があり、東西に脊振山地の稜線を繋ぐ縦走路に合流する。山域にはツクシショウジョウバカマの群生地がみられる。
山頂一帯ははがね山標準電波送信所の敷地である。糸島市観光協会などもウェブページで紹介しているが、入口で許可を得られれば、徒歩で敷地内に入ることができる。ただし、工事期間を除いた平日昼間に限られ、人数制限や食事禁止など、敷地内での行動は指示に従う必要がある。

### 三角点
山頂に二等三角点がある。基準点名は、「羽金山」ではなく、「刃金山」である。位置は北緯33度27分55.4723秒、東経130度10分32.6153秒、標高は900.23メートル、住所は佐賀県佐賀市富士町大字上無津呂字中敷4017番地。柱石長は0.79メートル。三角点への道のりは、点の記で知ることができる。なお、山頂及び三角点は両県の県境から約70メートルの佐賀市側にある。

## 送信所
羽金山山頂には昭和後期から平成初期までデッカ航法のための送信所が設けられていた。海上保安庁が管理し高さ153メートルの送信アンテナを有していた「前原デッカ局」で、1969年（昭和44年）5月1日に運用開始、星形に配置された対馬の上県（長崎県）、長島（鹿児島県）、佐多岬半島の瀬戸（愛媛県）の3か所の従局を有する北九州デッカチェーンの主局であった。
建設地選定では、初め福岡県の鷹取山、福智山、三郡山などに調査が及んだが適地である平坦な山頂を見つけられず、羽金山が選定されることとなった。なお、工事を担当した第七管区の江並脩の手記には悪路や天候不順との闘いが記されている。
また、1954-1963年の観測から気象庁が作成した年間雷雨日数分布図で雷雨日数が年間30日以上と示されているように、この地域は落雷頻度が周囲より高く、高高度アンテナのためより雷害を受けやすい。実証試験も行いつつ対策を強化して雷保護ヒューズを導入するが、導入後も発振器を構成するローディングコイルの交換を要する雷害が発生している。後にコイル舎を増設して2つ置くようになったが、北九州デッカチェーンの研究を行った電気工学者の加島篤によると、交換には時間を要し冬の道路輸送にも難があることから二重にしたと考えられる。また加島によると、空中線電力（出力）ははじめ700ワット(W)に抑制されていた期間があり、確認できる資料では1990年の灯台表から1.2キロワット(kW)となっているが、隣国との漁業交渉との兼ね合いが要因として推測される。
ところが、やがてGPS、特にディファレンシャルGPSの普及などはデッカ航法の代替を可能にし、廃止が検討されるようになった。海上保安庁の国内6チェーンのうち4つは1993年に廃止されたが、利用者が比較的多かった北九州と北海道の2つは数年後まで存続し、前原デッカ局を含む北九州デッカチェーンは1999年（平成11年）3月10日に廃止となる。響灘・玄界灘での五智網（ごちあみ）漁はデッカ航法との相性が良く、漁業者は廃止に反対したという。
その跡地にははがね山標準電波送信所が建設され、前原デッカ局廃止から2年後の2001年（平成13年）4月1日には運用開始となる。加島によると、標高が高くかつ開けた土地がある点、道路や電線・電話回線が整備されている点、デッカ運用の際に得られた電波伝搬特性のデータが活用できる点の3つでデッカ局所在地はJJY送信所にも適しており、おおたかどや山標準電波送信所も大鷹鳥谷山（福島県）の東北デッカチェーンの従局跡地に設けられている。